# Ernst Wellton
Ernst Lill-Otto Wellton, född 5 april 1921 i Spånga församling i Stockholms län, död 25 oktober 2001 i Solna församling i Stockholms län, var en svensk skådespelare.
Wellton debuterade 1939 i filmen Kadettkamrater och kom att medverka i drygt tio filmer fram till 1948. 1961 skrev han text till sången "Som greve eller kung", vilken användes i filmen Åsa-Nisse bland grevar och baroner. 1963 regisserade han och skrev manus till reklamfilmen Naturen är vårt skafferi.
Han var son till Otto Wellton och Viola Uddgren, som var dotter till Anna Hofman-Uddgren, samt bror till konstnären Lars Wellton och skådespelaren Öllegård Wellton. I sitt gifte med Kerstin Steinkamp, född Larsson, blev han styvfar till entreprenören Helen Wellton. Ernst Wellton är gravsatt i minneslunden på Solna kyrkogård.

## Filmografi
- 1939 – Kadettkamrater
- 1940 – Swing it, magistern!
- 1941 – Soliga Solberg
- 1941 – Det sägs på stan
- 1941 – Fröken Kyrkråtta
- 1943 – Natt i hamn
- 1944 – Lilla helgonet
- 1944 – Kärlekslivets offer
- 1945 – Den glade skräddaren
- 1945 – Sten Stensson kommer till stan
- 1947 – Jens Månsson i Amerika
- 1948 – Flottans kavaljerer
- 1948 – En svensk tiger

## Teater

### Roller (ej komplett)
| År   | Roll             | Produktion                                             | Regi             | Teater               |
| ---- | ---------------- | ------------------------------------------------------ | ---------------- | -------------------- |
| 1940 | 3. scenarbetaren | Så tuktas en argbigga William Shakespeare              | Sandro Malmquist | Oscarsteatern/ Turné |
| 1943 | Robert Nicolai   | Jag har rätt att älska (La femme en fleur) Denys Amiel | Per-Axel Branner | Nya Teatern          |
| 1946 | Harry Tomkins    | Eskapad Lajos Lajtai och Staffan Tjerneld              | William Mollison | Oscarsteatern        |

### Fotnoter
1. 1 2  ”Ernst Wellton”. Svensk Filmdatabas. http://sfi.se/sv/svensk-filmdatabas/Item/?type=PERSON&itemid=60734&ref=%2ftemplates%2fSwedishFilmSearchResult.aspx%3fid%3d1225%26epslanguage%3dsv%26searchword%3dernst+wellton%26type%3dPerson%26match%3dBegin%26page%3d1%26prom%3dFalse. Läst 9 februari 2013.
2. ↑  Sveriges befolkning 1970, CD-ROM, Version 1.00, Riksarkivet (2002)
3. ↑  FinnGraven
4. ↑  ”Så tuktas en argbigga”. Musikverket. http://calmview.musikverk.se/CalmView/Record.aspx?src=CalmView.Performance&id=PERF24682&pos=105. Läst 12 maj 2016.
5. ↑  ”Jag har rätt att älska”. Musik- och Teaterbiblioteket. https://calmview.musikverk.se/CalmView/Record.aspx?src=CalmView.Performance&id=PERF13993&pos=959. Läst 12 mars 2025.
6. ↑  ”Eskapad”. Musikverket. http://calmview.musikverk.se/CalmView/Record.aspx?src=CalmView.Performance&id=PERF25005&pos=46. Läst 26 juni 2015.